# Sija (vattendrag i Kroatien)
Sija är ett vattendrag i Kroatien. Det ligger i den sydöstra delen av landet, 280 km söder om huvudstaden Zagreb.